# Nik Gugger
Niklaus-Samuel Gugger, connu sous le nom de Nik Gugger, né le 1er mai 1970 à Udupi (Inde) (originaire de Buchholterberg, double national indo-suisse), est une personnalité politique suisse, membre du Parti évangélique suisse (PEV). 
Il est député du canton de Zurich au conseiller national depuis novembre 2017.

## Biographie
Niklaus-Samuel Gugger naît le 1er mai 1970 en Inde, à Udupi. Il est originaire de Buchholterber, dans le canton de Berne, et possède également la nationalité indienne,.
Abandonné à sa naissance à l'hôpital par sa mère biologique, veuve et sans moyens financiers suffisants pour l'élever, il est adopté au bout de deux ans de procédure par l'infirmière allemande qui s'occupait de lui et son mari, un Suisse qui formait des apprentis pour une œuvre d'entraide locale.
En 1973, ils reviennent en Suisse, où son père prend un poste à Uetendorf, dans le canton de Berne, à la Fondation Uetendorfberg, communauté de travail et d'habitation pour malentendants, et devient plus tard directeur de l'EMS local.
Il commence un apprentissage de mécanicien sur machine dans l'entreprise d'Hansruedi Wandfluh, mais doit l'interrompre après un accident de vélomoteur. Il suit alors une formation de travailleur social. Il est conseiller en entreprise.
En 2019, il obtient un doctorat honoris causa de l'Université indienne d'Odisha pour son engagement en faveur de la formation des enfants et des étudiants sans ressources.
Marié depuis 1994 à Béatrice Josi et père de trois enfants,, il habite à Winterthour.

## Parcours politique
Il est membre du Conseil municipal (législatif) de Winterthour de 2002 à 2014, puis député au Conseil cantonal de Zurich du 29 septembre 2014 au 8 octobre 2017.
Il est vice-président du PEV suisse.
Il siège au Conseil national depuis novembre 2017, après le retrait de Maja Ingold. Il est membre de la Commission de politique extérieure (CPE). Il est réélu en 2019 et 2023.